# Acilius sulcatus
Acilius sulcatus é uma espécie de insetos coleópteros pertencente à família Dytiscidae.
A autoridade científica da espécie é Linnaeus, tendo sido descrita no ano de 1758.
Trata-se de uma espécie presente no território português.

## Galeria

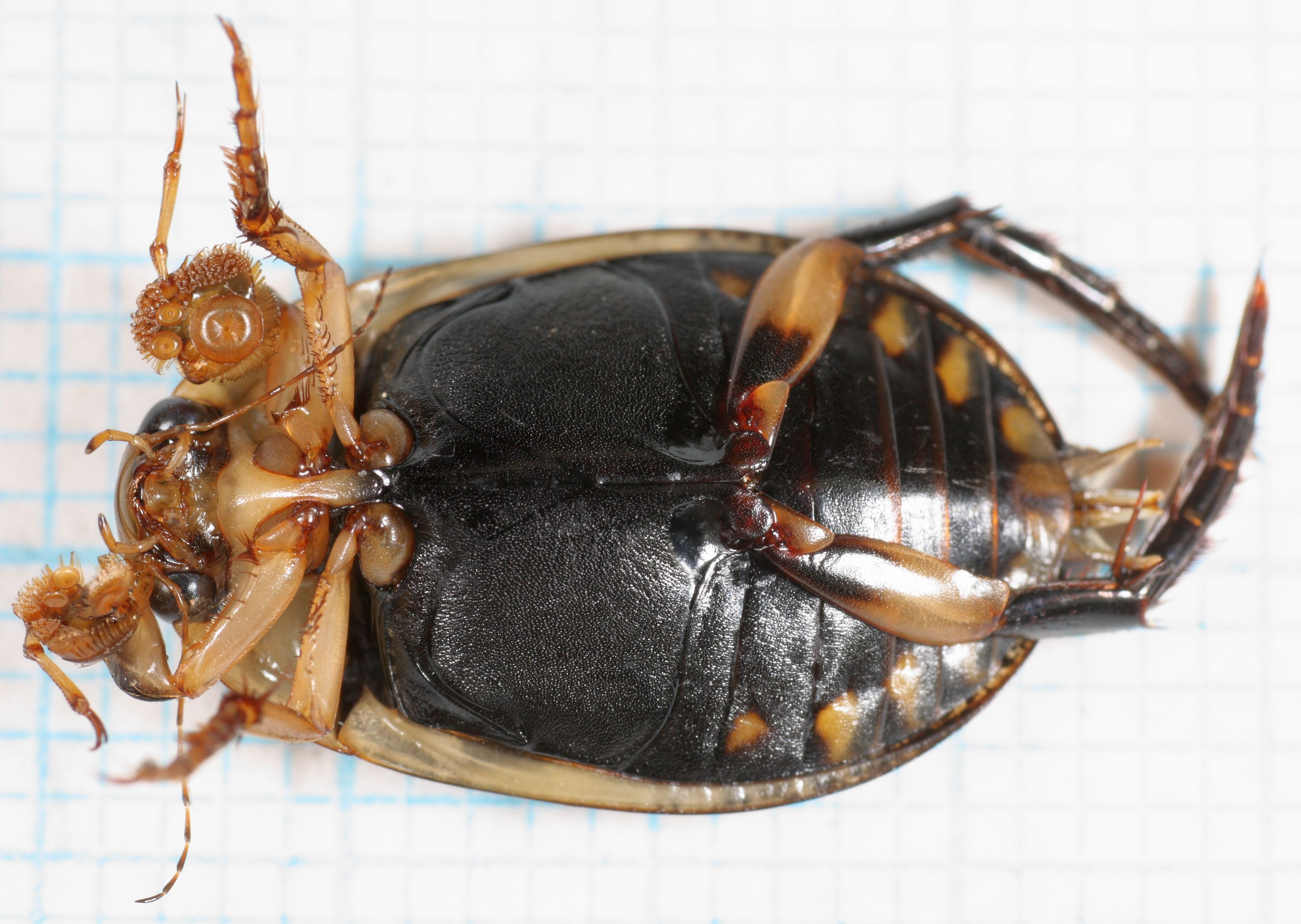
O macho tem patas dianteiras com ventosas
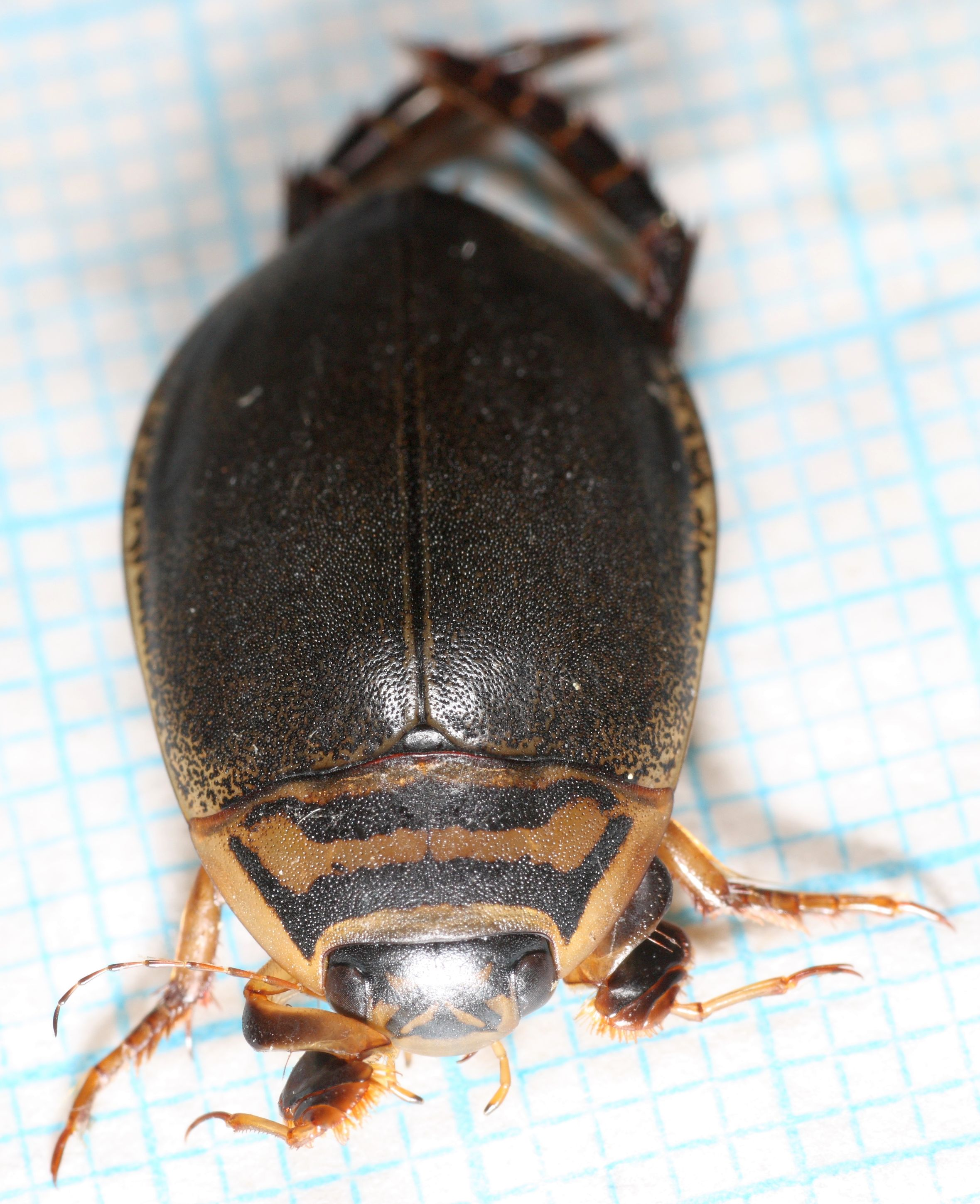
Macho
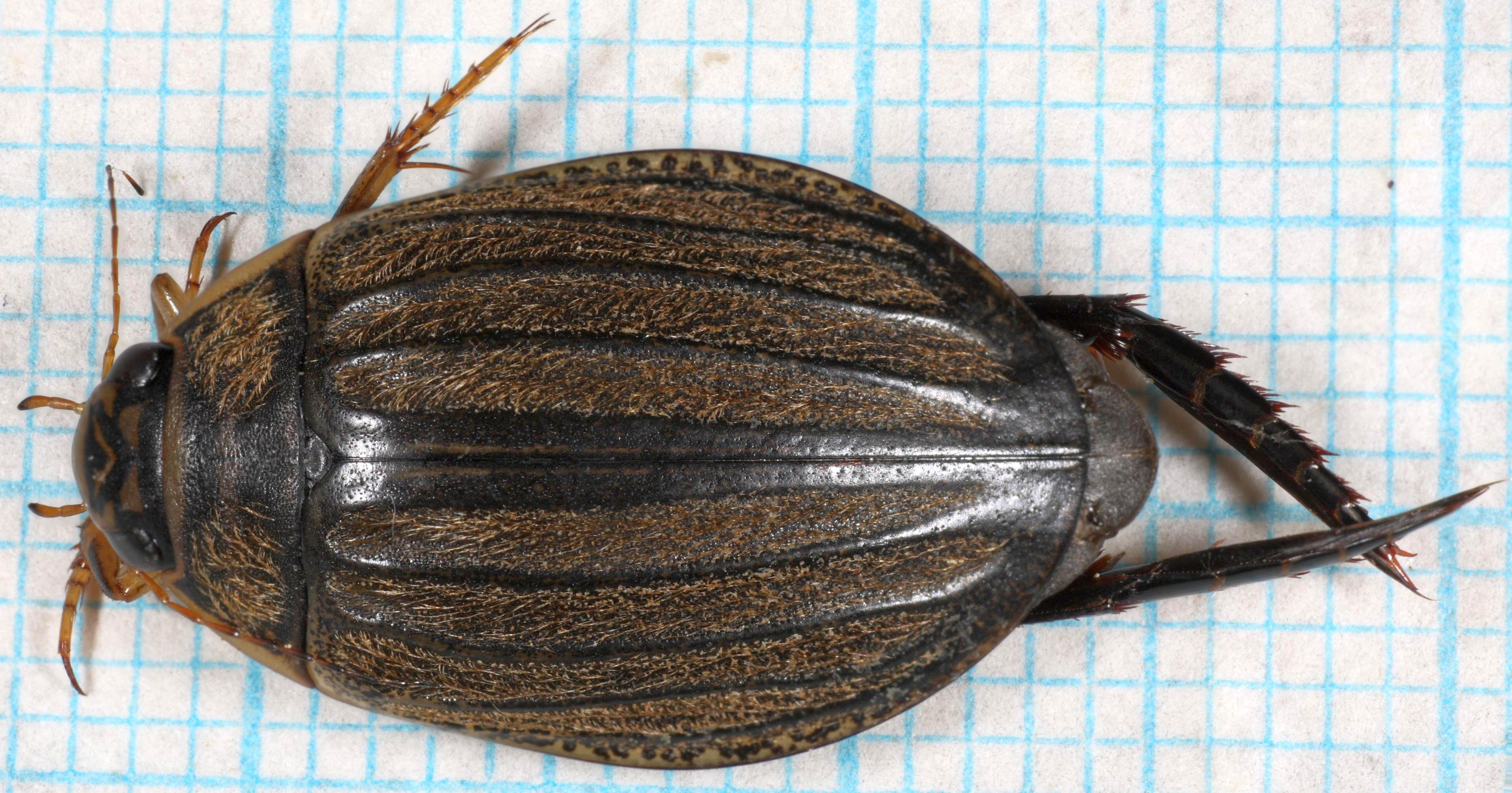
A fêmea
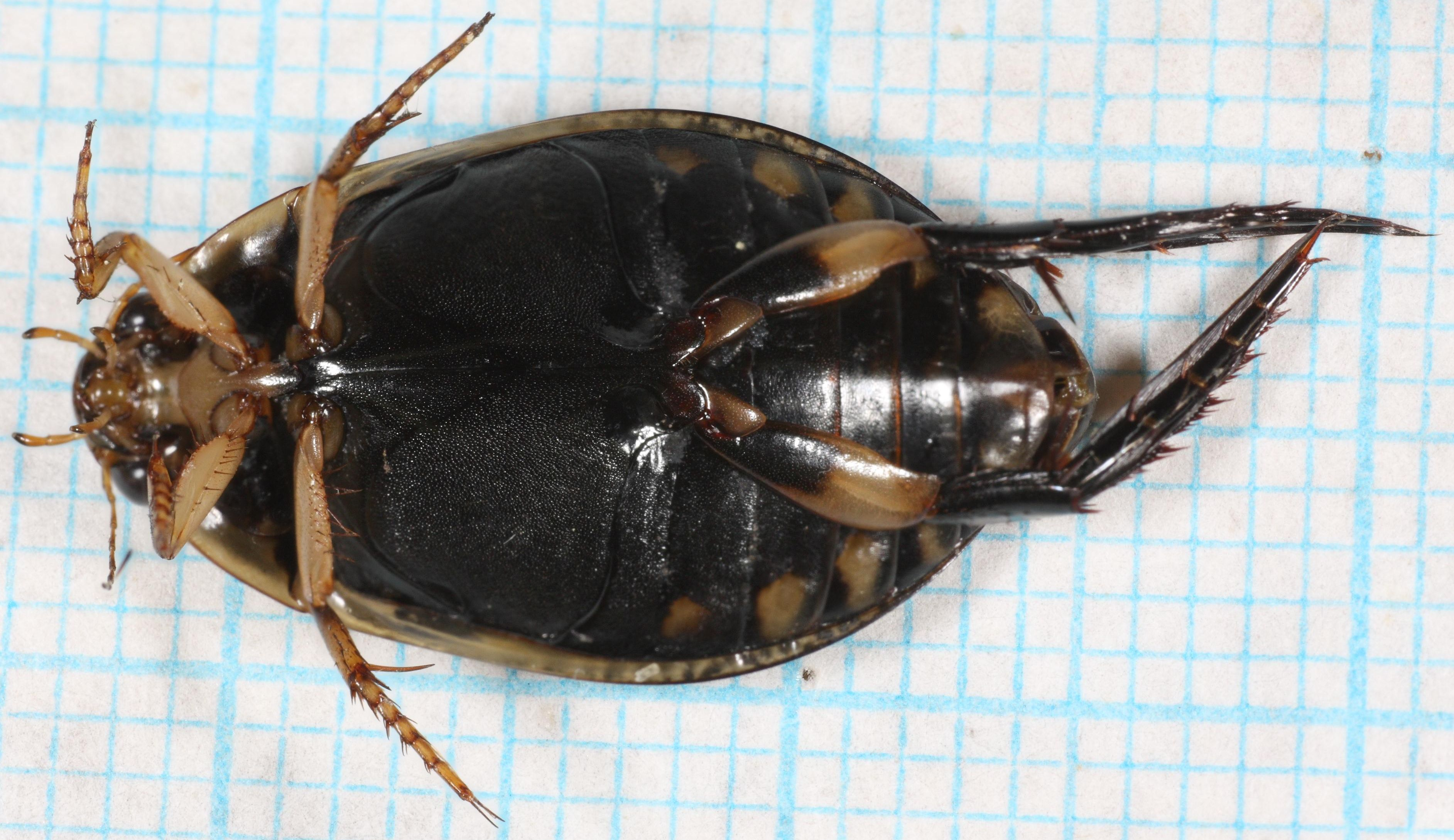
A fêmea
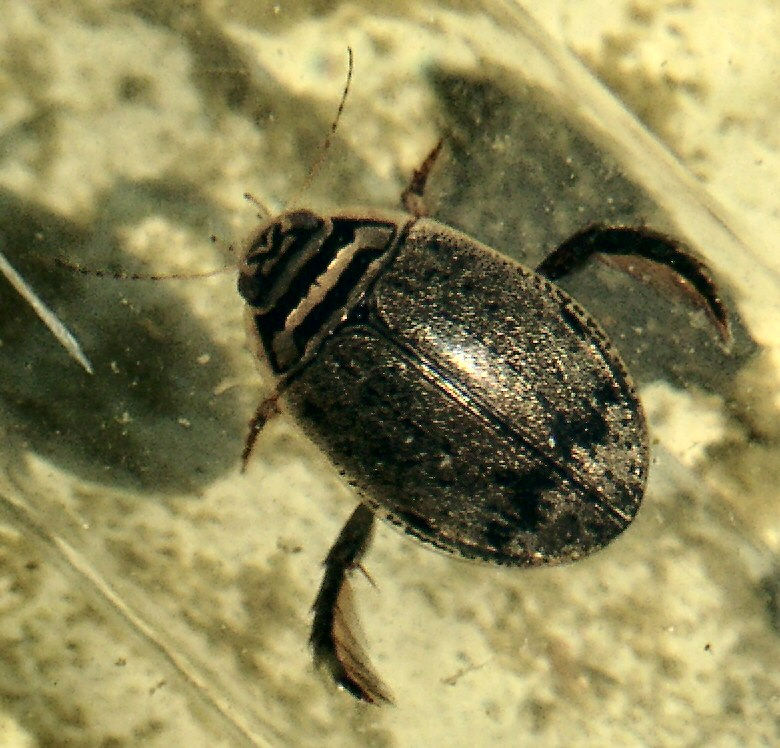
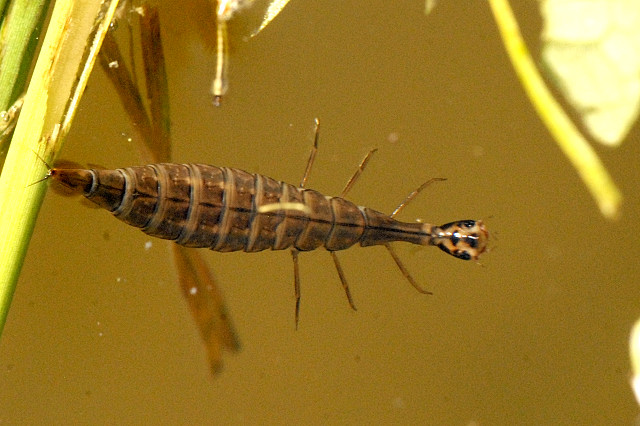
Larva